# Lancia LC1
Der Lancia LC1 war ein zweisitziger Prototypen-Rennwagen, der ab der Saison 1982 von Lancia in Langstreckenrennen nach den von der FIA neu eingeführten Regeln der Gruppe C eingesetzt wurde.

## Vorgeschichte
In der Saison 1982 traten in der Sportwagen-Weltmeisterschaft zahlreiche Regeländerungen in Kraft, welche die bisherigen Gruppen 1–6 durch die neu geschaffenen (und neu reglementierten) Gruppen A, B und C ersetzten. In der Gruppe C war der Benzinverbrauch der Sportwagen limitiert, die Motorbauweise dagegen fast beliebig. Lancia als Markenweltmeister der Jahre 1980 und ’81 hatte durch diese Reglementsänderungen zunächst keinen konkurrenzfähigen Wagen, da der stark modifizierte Lancia Beta Montecarlo nach Gruppe-5-Reglement, also ein Tourenwagen, nun nicht mehr zugelassen war.
Das zulässige Mindestgewicht der Fahrzeuge der Gruppe C betrug 800 kg, das der Gruppe 6 hingegen nur 600 kg. Sportwagen der Gruppe 6 durften zwar 1982 noch antreten und unterlagen nicht der neuen Benzinlimitierung, wodurch sie Favoriten für Gesamtsiege waren, jedoch waren sie nur noch berechtigt für Punkte der Fahrer-WM, nicht mehr für die der Marken-WM.

## Entwicklungsgeschichte und Technik
Lancia baute deshalb kurzerhand Teile der vorhandenen Gruppe-5-Technik in zwei auf dem Reglement der bisherigen Gruppe 6 basierende, von Dallara gebaute offene Sportwagen mit neuem Leichtbau-Chassis ein. Dieses Chassis entsprach dem Design der damaligen Monoposto der Formel 1, war jedoch breiter ausgeführt, um den Einbau der vorgeschriebenen zwei Sitzplätze zu ermöglichen und wog einschließlich Überrollbügel nur 55 kg. Zur weiteren Gewichtsersparnis wurden Motor und Getriebe nun als tragende Teile für die Hinterradaufhängung konstruiert. Der Lancia LC1 getaufte Wagen erreichte dadurch ein Gewicht von 640 kg und war damit 140 kg leichter als der Lancia Beta Montecarlo Turbo Gruppe 5. Im Gegensatz zum Lancia Beta Montecarlo Turbo Gruppe 5 sitzt der Motor beim LC1 zudem längs und nicht quer zur Fahrzeugachse.
Dank des niedrigeren Gewichtes, des geringen Verbrauches und der Standfestigkeit der bewährten Gruppe-5-Motoren war er auch – zumindest theoretisch – ein absolutes Siegerfahrzeug. Das Problem, dass der 1,4-Liter-16V-Vierzylinder-Turbomotor im engeren windschnittigeren Umfeld nun leichter überhitzte, bekam man nie richtig in den Griff.

## Renngeschichte

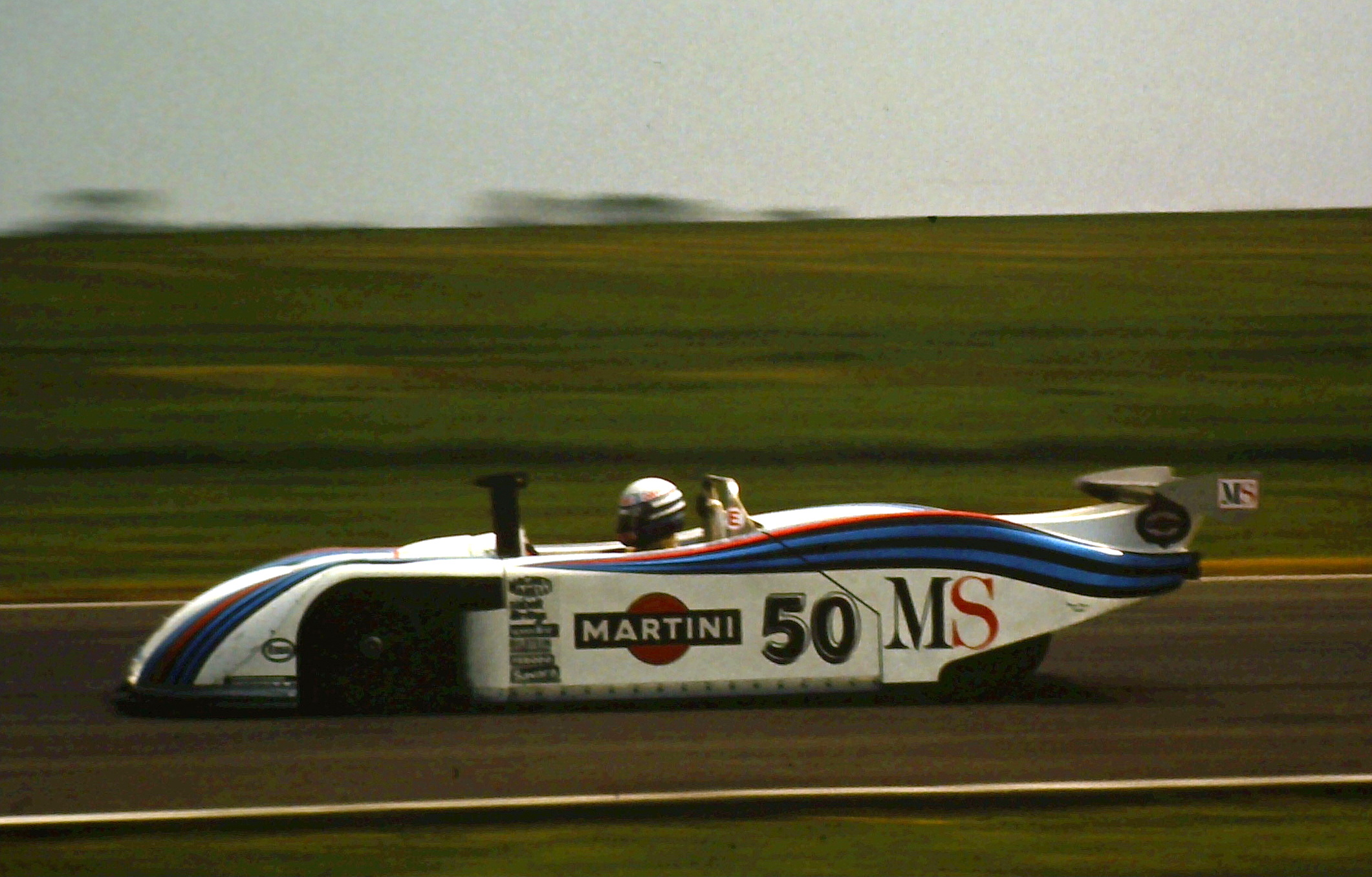
Der siegreiche Lancia LC2 von Michele Alboreto und Riccardo Patrese beim 6-Stunden-Rennen von Silverstone 1982

Die Pole-Position in Monza sowie Siege in Silverstone und auf dem Nürburgring sprachen eine eindeutige Sprache – man hatte zunächst Vorteile gegenüber den Wettbewerbern, die komplett neue Fahrzeuge entwickelten, den Porsche 956 und den Ford C100. Ebenfalls waren die Fahrer auserlesen: Riccardo Patrese, Michele Alboreto und Teo Fabi waren drei aktive Formel-1-Piloten, Piercarlo Ghinzani und dazu die beiden Deutschen Rolf Stommelen und Hans Heyer.
Das Ziel war natürlich ein Erfolg in Le Mans, wo sich die Werks-Porsche 1981 zurückgemeldet hatten, und die nächsten Jahre dominieren sollten. 1982 kam Lancia, mit großer finanzieller Hilfe von Martini & Rossi, dem ehemaligen Porsche-Sponsor, mit zwei Wagen an die Sarthe. Der Wagen mit der Nummer 51, gefahren von Alboreto, Stommelen und Fabi, fiel nach 92 Runden mit einem defekten Ladeluftkühler aus. Nicht viel besser erging es dem zweiten Wagen mit der Startnummer 50, gefahren von Patrese, Ghinzani und Heyer. Nach mehreren Reparaturen stoppte das Fahrzeug nach 152 gefahrenen Runden in der Mulsanne mit einem kapitalen Motorschaden.